# Joan Villà
Joan Villà   (Barcelona, 6 de juny de 1940) és un arquitecte i professor universitari català, resident al Brasil des de 1951. Entre les seves obres més famoses destaquen les següents: la seu del Laboratori de l'Habitatge (1990), el Centre Educatiu Integrat (1990-1992), l'Habitatge Unicamp (1992), la Casa do Lago (1994) i el complex residencial Rua Grécia (2001-2002).
L'any 2021 va rebre el Premi APCA d'Arquitectura pel conjunt de la seva obra.

## Biografia
Joan Villà va néixer a Barcelona l'any 1940. El 1951 va anar a viure amb el seu pare al Brasil. Als anys seixanta va graduar-se en Arquitectura a la Universitat Presbiteriana Mackenzie, de São Paulo; i va tenir les seves primeres experiències en els despatxos de Sérgio Bernardes i Joaquim Guede. La seva militància política va fer que el 1971 hagi d'exiliar-se a Europa, fugint de la dictadura. Resideix a Bèlgica i després a Itàlia, on s'especialitzaria en infraestructures urbanes a la Politècnica de Milà. Entre 1974 i 1975 resideix a Palma, on col·labora amb cooperatives i sindicats. El 1975 torna a São Paulo i s'involucra amb el sindicat d'arquitectes, on treballa creant projectes adaptats a les necessitats dels suburbis. A principis dels anys vuitanta va començar el seu doctorat en Construcció a l'Escola Tècnica Superior d'Arquitectura de Barcelona.
A finals de 1985 s'implicà amb moviments socials i cooperatives d'habitatge. A partir de llavors, va treballar en prototips de ceràmica prefabricada destinats a la construcció d'habitatges socials. Des de 1997, va treballar en associació amb Silvia Chile, amb la que va projectar entre 2001 i 2002 el complex residencial Rua Grécia, a Cotia (estat de São Paulo): 24 unitats residencials destinats a ciutadans de pocs recursos. El complex va guanyar el premi Carlos B. Milan de l'Institut d'Arquitectes del Brasil.
Villà també ha sigut professor al Centre Universitari Belas Artes i a la Universitat Mackenzie, on s'havia graduat.

## Obra publicada
- A Construção com componentes pré fabricados cerâmicos: Sistema construtivo desenvolvido em São Paulo entre 1984 e 1994 (tesi) (en portuguès brasiler).  São Paulo: Universidade Presbiteriana Mackenzie, 2002.
- Construções (en portuguès brasiler).  Centro Universitário Belas Artes de Sao Pãulo, 2005. ISBN 978-85-87985-10-1.